# داميان ستيفنز
داميان ستيفنز (بالإنجليزية: Damian Stevens) هو لاعب اتحاد الرغبي ناميبي، ولد في 2 يونيو 1995 في ولفس بي في ناميبيا.

## روابط خارجية
- داميان ستيفنز عل موقع إسبنسكروم (الإنجليزية)
- داميان ستيفنز على موقع ItsRugby.co.uk (الإنجليزية)